# 卡斯泰利诺德尔比费尔诺
卡斯泰利诺德尔比费尔诺（義大利語：Castellino del Biferno），是意大利坎波巴索省的一个市镇。总面积15平方公里，人口629人，人口密度41.9人/平方公里（2009年）。ISTAT代码为070014。